# Пурасе (национальный парк)
Пурасе́ (исп. Parque Nacional Natural Puracé) — национальный природный парк Колумбии. Сформирован в 1968 году. Парк расположен в Андском регионе Колумбии к юго-востоку от города Попаян в Центральная Кордильера. Главной достопримечательностью парка является активный стратовулкан Пурасе. Известно около 200 видов орхидей. В авифауне 160 видов птиц.